# Aldik Nova

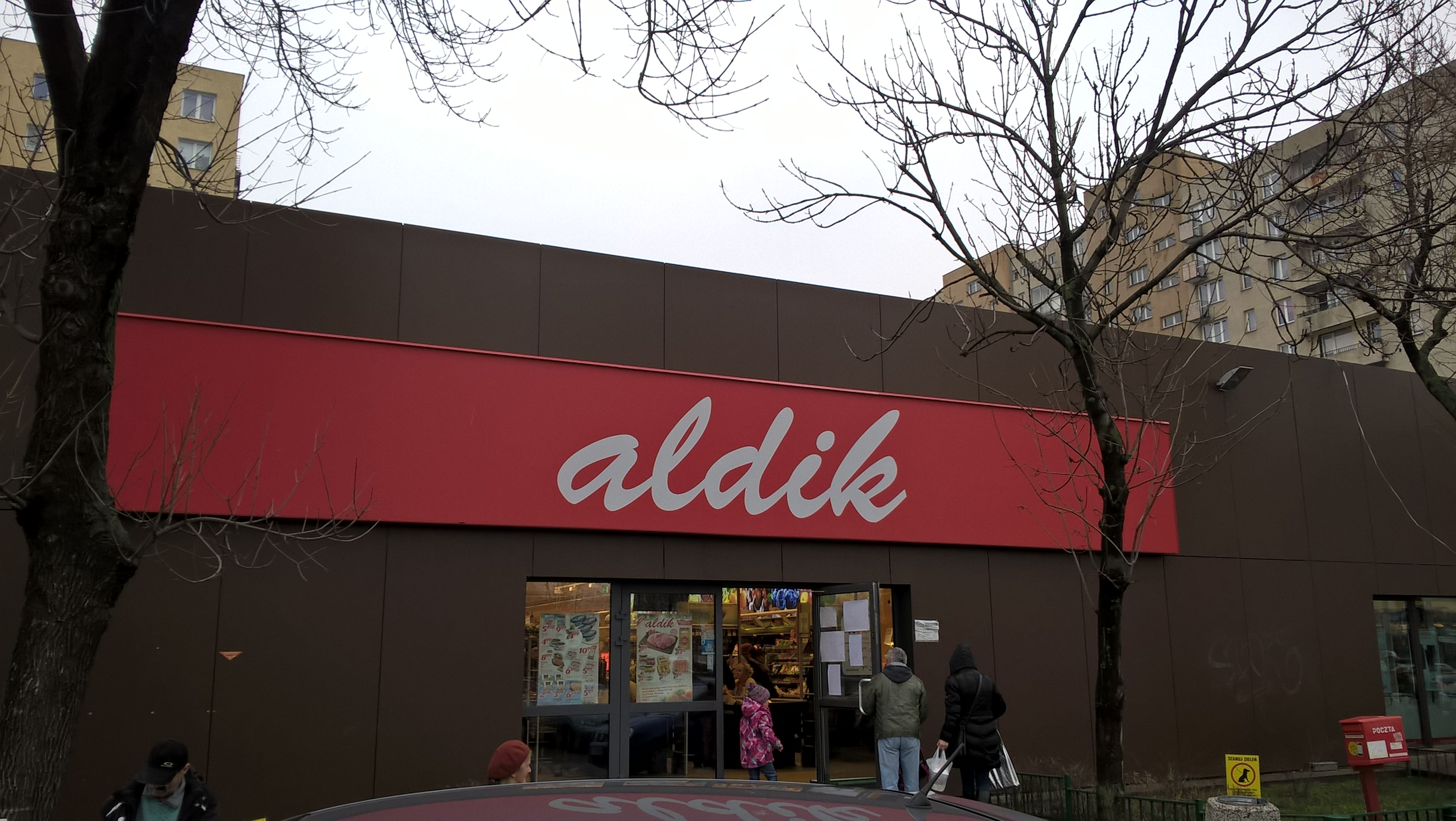
Sklep Aldik na osiedlu Bródno w Warszawie

Aldik Nova Sp. z o.o. – nieistniejąca sieć około 30 supermarketów spożywczo-przemysłowych działająca do 2018 roku na terenie województw lubelskiego (Lublin, Świdnik, Kraśnik, Poniatowa, Opole Lubelskie, Biała Podlaska, Zamość, Krasnystaw, Biłgoraj) i mazowieckiego (Warszawa, Pruszków, Radom). Centrala spółki mieściła się w Lublinie.
Sieć rozpoczęła swoją działalność w 1991 roku i w ciągu pierwszych 6 lat funkcjonowania otworzyła 6 placówek handlowych na terenie Lublina. W 1997 roku podjęto decyzję o ekspansji na inne miasta województwa lubelskiego, otwarto także sklepy w Rzeszowie i Stalowej Woli. Do rozwoju sieci przyczyniło się uruchomienie własnego centrum logistycznego w Niedrzwicy Dużej, które obsługiwało także podmioty zewnętrzne.
W 2012 roku sieć została przejęta przez Maxima Grupe – spółkę holdingową, należąca do grupy kapitałowej litewskiego przedsiębiorcy Nerijusa Numaviciusa. W maju 2017 roku rozpoczął się proces modernizacji supermarketów Aldik. Odświeżona kolorystyka, zmiana nawigacji w sklepie, optymalizacja asortymentu, wprowadzenie nowych kategorii produktowych (BIO, bez laktozy, zdrowa żywność) i dedykowanych im stref miały przyczynić się do wygodniejszych i bardziej komfortowych zakupów. W 2016 roku przychód ze sprzedaży detalicznej sieci Aldik Nova wzrósł o 6,1% do kwoty 47,5 mln euro.
W 2018 roku spółka Stokrotka przejęła spółkę Aldik Nova (łączenie przez przejęcie).